# Kamose
(dalla Tavoletta Carnarvon)
Kamose (... – 1550 a.C.) è stato l'ultimo sovrano della XVII dinastia egizia.
Fu forse figlio di Seqenenra Ta'o e fratello di Ahmose I, il primo faraone della XVIII dinastia. Il suo regno coincide con gli ultimissimi momenti del Secondo periodo intermedio e si ritiene tradizionalmente che abbia regnato per tre anni (la più alta del suo regno a noi giunta), anche se vari studiosi tendono ultimamente ad attribuirgli una durata di cinque anni.
A dispetto dei non molti anni passati alla guida dell'Egitto, il suo regno è importante per le fondamentali iniziative militari che egli intraprese contro gli Hyksos, che erano giunti a governare la maggior parte del Paese. Suo padre aveva avviato l'impresa e, forse, perso la sua vita in battaglia contro gli invasori Hyksos. Si ritiene che sua madre Ahhotep I, nelle vesti di reggente, abbia portato avanti la campagna dopo la morte di Kamose e che Ahmose, suo fratello, abbia completato la riconquista e riunificato finalmente l'Egitto.

## Biografia
Kamose è ricordato come uno dei principali artefici della riscossa egizia dal dominio hyksos. I fatti inerenti al suo regno ci sono narrati da due stele, di cui una frammentaria, rinvenute a Karnak e dalla cosiddetta Tavoletta Carnarvon.

I testi ci permettono di ricostruire abbastanza bene le varie campagne di questo sovrano.

Da quanto risulta dalla Tavoletta Carnarvon i dignitari di corte non erano concordi con il sovrano sull'opportunità di denunciare i trattati stipulati con i sovrani del nord ed alle sue esternazioni bellicose: 
(dalla Tavoletta Carnarvon)

Rispondevano ricordando i vantaggi dello status quo: 

Ma queste argomentazioni non sembrarono smuovere il sovrano dalle sue intenzioni: 

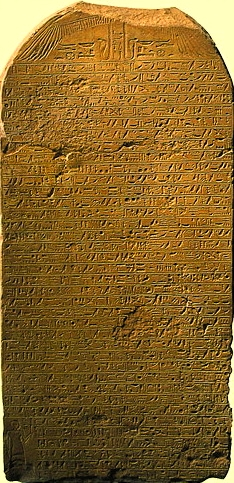
Seconda stele di Kamose (Luxor).

Durante il suo primo anno di regno l'azione fu rivolta verso nord, contro Neferusy, nei pressi di Ermopoli. Qui l'avversario di Kamose fu un governante egizio, vassallo degli hyksos, di nome Teti, figlio di Pepi, forse lo stesso Teti messo al bando da Iniotef. Nel secondo anno di guerra Kamose riservò la sua attenzione al sud scontrandosi contro un principe di Kush, alleato di Ipepi. Questa spedizione è confermata dal ritrovamento di due stele commemoranti l'accaduto rinvenute presso Buhen. Secondo i testi pervenutici, nel terzo anno di guerra Kamose giunse nel Delta del Nilo mettendo sotto assedio, pur senza conquistarla, Avaris, la capitale hyksos.
La mancata conquista della capitale avversaria e la circostanza che il successore di Kamose abbia dovuto riprendere la guerra porta a ritenere che più che di vera conquista si sia trattato di una scorreria. Di fatto con l'occupazione del Delta Kamose riunificò l'intero Egitto.
Nell'arco del suo regno Kamose assunse tre nomi horo diversi, probabilmente per sottolineare i diversi avvenimenti. Ciò ha fatto credere che vi fossero stati tre sovrani con lo stesso nomen, Kamose.
Tale teoria è ormai decaduta per svariati motivi tra cui quello che nella relazione degli ispettori inviati da Ramses IX ad ispezionare le tombe reali della necropoli di Dra Abu el-Naga, relazione riportata nel Papiro Abbott, viene citata una sola tomba a nome Kamose, rilevata intatta.
Gli storici ritengono, anche basandosi sulla relativa povertà del seppellimento di Kamose, che il suo regno non sia durato molto a lungo (la data più alta conosciuta è il terzo anno di regno).

Con questo sovrano iniziano i nomi teofori che comprendono un glifo 
| N11 |

 rappresentante le corna del toro lunare. Tale immagine si ritiene essere di origine semita.

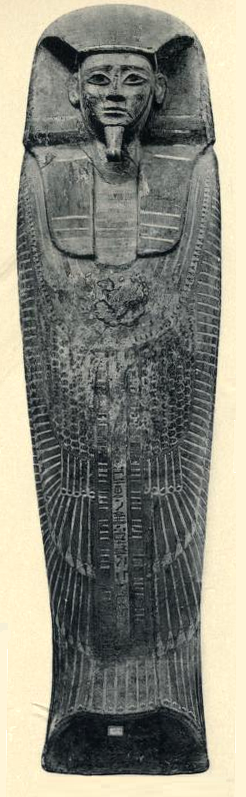
Il Sarcofago di Kamose, al Museo egizio del Cairo.

Stranamente il nome di Kamose non compare nella lista della Sala degli antenati di Karnak, pur comparendo in altre liste reali di età ramesside. Anche il Canone Reale non riporta alcun nome associabile a questo sovrano ma il deplorevole stato di conservazione dell'ultima parte del papiro non permette di trarre alcuna conclusione definitiva.

## Mummia
La mummia di Kamose è menzionata nel Papiro Abbott, il quale registra le investigazioni effettuate in seguito a razzie di tombe, durante il regno di Ramses IX (circa quattro secoli dopo l'inumazione di Kamose). Mentre le tomba venne definita in buono stato,
(Papiro Habbott)
la mummia fu chiaramente traslata in seguito, siccome venne rinvenuta nella necropoli di Dra Abu el-Naga nel 1857 a quanto pare deliberatamente celata sotto un ammasso di macerie; alcuni ipotizzano vi sia stata grossolanamente celata da ladri che speravano di depredarla in un secondo momento (ma che chiaramente non ne ebbero modo). Il sarcofago di tipo rishi, dipinto e stuccato, fu rinvenuto da Auguste Mariette ed Heinrich Karl Brugsch, i quali notarono subito il pessimo stato della salma. Col corpo erano stati sepolti un pugnale d'oro e argento, amuleti fra cui uno a forma di scarabeo, uno specchio di bronzo e un pettorale a forma di cartiglio recante il nome del suo successore, il fratello Ahmose I.
La bara è rimasta in Egitto, il prezioso pugnale è a Bruxelles, il pettorale e lo specchio si trovano al Museo del Louvre. Il nome del faraone, inscritto sul sarcofago, fu decifrato solamente cinquant'anni dopo il ritrovamento e la mummia, lasciata con l'ammasso di detriti sotto al quale era stata scoperta, andò perduta. 

## Liste reali
| perso |

| perso |

| perso |

| perso |

| perso |

| perso |

| perso |

| perso |

## Titolatura
| G5 |

| G5 |

| nfr | K4 · G1 | b | N11 · N17 · N17 |

| nfr | K4 · G1 | b | N11 · N17 · N17 |

| nfr | K4 · G1 | b | N11 · N17 · N17 |

| nfr | K4 · G1 | b | N11 · N17 · N17 |

| nfr | K4 · G1 | b | N11 · N17 · N17 |

| nfr | K4 · G1 | b | N11 · N17 · N17 |

| nfr | K4 · G1 | b | N11 · N17 · N17 |

| nfr | K4 · G1 | b | N11 · N17 · N17 |

| G16 |

| G16 |

| F25 | mn · n | W24 · W24 · W24 |

| F25 | mn · n | W24 · W24 · W24 |

| G8 |

| G8 |

| s | O4 · r | Y1 · N17 · N17 | N23 | N23 |

| s | O4 · r | Y1 · N17 · N17 | N23 | N23 |

| M23 · X1 | L2 · X1 |

| M23 · X1 | L2 · X1 |

| N5 | M13 | Y1 | L1 |

| N5 | M13 | Y1 | L1 |

| N5 | M13 | Y1 | L1 |

| N5 | M13 | Y1 | L1 |

| N5 | M13 | Y1 | L1 |

| N5 | M13 | Y1 | L1 |

| N5 | M13 | Y1 | L1 |

| N5 | M13 | Y1 | L1 |

| G39 | N5 |

| G39 | N5 |

| D28 · D52 | F31 | s | A24 |

| D28 · D52 | F31 | s | A24 |

| D28 · D52 | F31 | s | A24 |

| D28 · D52 | F31 | s | A24 |

| D28 · D52 | F31 | s | A24 |

| D28 · D52 | F31 | s | A24 |

| D28 · D52 | F31 | s | A24 |

| D28 · D52 | F31 | s | A24 |

Le altre due forme del nome horo sono
| G5 |

| G5 |

| N28 · D36 | D2 · Z1 | W11 · t · f |

| N28 · D36 | D2 · Z1 | W11 · t · f |

| N28 · D36 | D2 · Z1 | W11 · t · f |

| N28 · D36 | D2 · Z1 | W11 · t · f |

ḫ՚j nst=f-(Khaj-hor-nesetef), Colui che appare sul suo trono
e
| G5 |

| G5 |

| s | I10 · I9 | D36 · N17 · N17 |

| s | I10 · I9 | D36 · N17 · N17 |

| s | I10 · I9 | D36 · N17 · N17 |

| s | I10 · I9 | D36 · N17 · N17 |

sdf3 t3wj (Sedjefa-tawy), Colui che nutre le Due Terre

## Cronologia
| Periodo                    | Dinastia | Anni di regno        |
| Secondo periodo intermedio | XVII     | 1555 a.C.- 1550 a.C. |

| Autore  | Anni di regno                          |
| ------- | -------------------------------------- |
| Redford | 1571 a.C. - 1569 a.C.                  |
| Ryholt  | 1554 a.C. - 1549 a.C.                  |
| Dodson  | 1553 a.C. - 1549 a.C.                  |
| Franke  | 1545 a.C. - 1539 a.C. oppure 1530 a.C. |

| predecessore: Seqenenra Ta'o | Signore del Basso e dell'Alto Egitto | successore: Ahhotep I |

| Dinastie contemporanee | Capitale |
| XV                     | Avaris   |